# Macroglossum haslami
Macroglossum haslami är en fjärilsart som beskrevs av Clark 1922. Macroglossum haslami ingår i släktet Macroglossum och familjen svärmare. Inga underarter finns listade i Catalogue of Life.